# 川根町家山
川根町家山（かわねちょういえやま）は静岡県島田市の大字。

## 地理
島田市の北部、川根地区の西部に位置する。東で身成・川根町身成・川根町葛籠・川根町抜里、西で浜松市天竜区春野町花島及び周智郡森町三倉・嵯塚、南で大代及び高熊、北で榛原郡川根本町久野脇と接する。

### 河川
- 大井川
- 家山川

### 字一覧
- 明ケ平（あけだいら）
- 市井平（いちいだいら）
- 市場中部（いちばちゅうぶ）
- 市場東部（いちばとうぶ）
- 市場北部（いちばほくぶ）
- 牛代（うしんしろ）
- 大和田（おおわだ）
- 切山（きりやま）
- 雲見（くもみ）
- 越地（こえじ）
- 塩本（しおもと）
- 下大和田（しもおおわだ）
- 栃下（とちした）
- 西向（にしむき）
- 祢宜島（ねぎしま）
- 前山（まえやま）
- 峯（みね）
- 山河原（やまがわら）
- 湯島（ゆじま）
- 両現（りょうげん）

## 歴史

### 沿革
- 1889年（明治22年）4月1日 - 町村制の施行により、榛原郡家山村が周辺の村と合併する。榛原郡下川根村となる[WEB 6]。旧村名は下川根村の大字として残る[WEB 7]。
- 1955年（昭和30年）4月1日 – 町制施行を行い、川根町となる。
- 2008年（平成20年）4月1日 – 川根町が島田市に編入される。住所表記が島田市川根町家山に変更となる。

## 施設
- 静岡県島田土木事務所川根支所
- 静岡県警察島田警察署川根町交番
- 社会福祉法人五和会 保育所型認定こども園 かわね保育園
- 島田市立川根小学校
- 島田市役所川根支所
- 島田市立川根図書館
- 島田市川根文化センターチャリム21
- 島田市観光協会川根支所
- 島田掛川信用金庫家山支店
- 川根郵便局
- ENEOS川根SS（有限会社大和ガス商会が運営）
- 天王山公園
- 野守公園
- 家山川緑地公園
- 曹洞宗 満家山 三光寺

## 交通

### 鉄道
- 大井川鐵道本線：（金谷 方面 - ）大和田 - 家山（ - 千頭 方面）
  - 川根温泉笹間渡 - 千頭間は不通。川根本町営バス千頭・家山線が代替している。

### バス
- 島田市コミュニティバス
  - 川根温泉線：（島田駅 方面 - ）家山駅前（ - 川根温泉ホテル 方面）
  - 笹間渡笹間線：家山駅前 - 家山駅入口 - 家山（ - 日掛 方面）
- 川根本町営バス千頭・家山線：家山駅 （ - 千頭駅 方面）

### 道路
- 国道473号
- 静岡県道39号掛川川根線
- 静岡県道63号藤枝天竜線
- 静岡県道265号家山停車場線
- 島田市道家山川線（川根さくら通り）

## その他

### 学区
小学校・中学校の学区は以下の通りである。
| 番・番地等 | 小学校             | 中学校             |
| ---------- | ------------------ | ------------------ |
| 全域       | 島田市立川根小学校 | 島田市立川根中学校 |

### 警察
警察の管轄区域は以下の通りである。
| 番・番地等 | 警察署     | 交番・駐在所 |
| ---------- | ---------- | ------------ |
| 全域       | 島田警察署 | 川根町交番   |

### WEB
1. ↑  “h02_22.csv”.   総務省 (2022年2月10日). 2025年7月17日閲覧。
2. ↑  “静岡県島田市 (22209)”.   人文学オープンデータ共同利用センター. 2025年7月17日閲覧。
3. ↑  “静岡県 > 島田市の郵便番号一覧 - 日本郵便株式会社”.   日本郵便. 2025年7月17日閲覧。
4. ↑  “市外局番の一覧”.   総務省 (2022年3月1日). 2025年7月17日閲覧。
5. ↑  “事業所案内及び管轄地域（事務所3件、分室3件）”.   一般社団法人静岡県自動車会議所. 2025年7月17日閲覧。
6. ↑  “historyofcities.pdf”.   静岡県総務部合併推進室・財団法人静岡県市町村振興協会. 2025年7月17日閲覧。
7. ↑  “解説ページ”.   株式会社エア. 2025年7月17日閲覧。
8. ↑  “学区一覧 - 島田市公式ホームページ”.   島田市 (2024年4月1日). 2025年7月17日閲覧。
9. ↑  “川根町交番｜静岡県警察”.   静岡県警察 (2023年7月18日). 2025年7月17日閲覧。